# Flori de cactus
Flori de cactus este un film românesc din 1986 regizat de Nell Cobar.